# Szabó István (honvédőrnagy)
Csíkszentmártoni Szabó István (Balassagyarmat, 1857. március 5. – Budapest, 1932. január 6.) magyar királyi honvédőrnagy.

## Élete
Szabó Adalbert (Albert) és Blauman Alojzia fiaként született. Öt gimnáziumi osztályt, három évi katonai műszaki iskolát M.-fehértemplomban, egy évi katonai főreáliskolát ugyanott és három évi műszaki akadémiát Bécsben végzett. 1879. szeptember 1-jén hadnaggyá nevezték ki a 2. műszaki ezredhez és csapatszolgálatot teljesített Kremsben. 1883. május 1-én főhadnagy lett és élelmezőtiszti szolgálatot teljesített Budapesten; 1884-től 1886-ig zászlóalji segédtiszt volt ugyanitt; 1886-tól 1888-ig a felsőbb műszaki tanfolyamot hallgatta Bécsben, 1889-ben pedig Miskolcon a katonai műszaki igazgatóságnál működött. 1890-ben a honvédséghez a 10. gyalogezredhez helyezték át és május 1-én századossá lépett elő. 1890. október 1-ig csapatszolgálatot végzett; október 1-től 1896. október 1-ig pedig tanár volt a Ludovika Akadémián. 1896-tól 1897. októberig csapatszolgálatot teljesített a 21. honvéd-gyalogezrednél Beésen, 1897-től 1898. október 1-ig ugyanazon ezred 2. zászlóaljának parancsnoka volt Nagyenyeden; 1898 májusában őrnaggyá lépett elő és október 1-től kezdve mint a 21. honvéd gyalogezred kiegészítő parancsnoka működött Kolozsvárt. Halálát tüdőgyulladás okozta.
Cikkei a Ludovika Akadémia Közlönyében. (1892. A lőszerek átalakítása, 1894. Az állandó erőditészet jelenlegi főelvei, Vadászatilag fontos pontok idejekoráni megerőditése, németből, 1896. Az állandó erőditészet fejlődése az utolsó két évtized alatt és mai állapota nehány európai államban, 1897. A katona nyelv).

## Munkái
- Utmutatás a magyar nyelv tanítására a m. kir. honvédség idegen ajkú ezredeinek. Bpest. 1902. (Lud. Akad. Közl. melléklete.)
- Tárgymutató a gyalogsági gyakorlati szabályzat szervezetéhez. Deés, 1902.
- Utmutatás a kincstári szolgálat beoktatására a gyalogságnál. Irta báró Waldstätten János, németből ford. 2. 1904. évi kiadás. Uo. 1905.